# Acanthochitona ciroi
Acanthochitona ciroi is een keverslakkensoort uit de familie van de Acanthochitonidae. De wetenschappelijke naam van de soort is voor het eerst geldig gepubliceerd in 1971 door Righi.